# VM i ishockey 1938
VM i ishockey 1938 var det 12. VM i ishockey, arrangeret af IIHF, og det gjaldt samtidig som det 23. EM i ishockey. Turneringen blev spillet 11. – 20. februar 1938 i Prag i Tjekkoslovakiet.
De 14 deltagende hold blev inddelt i tre indledende grupper – to grupper med fem hold og en gruppe med fire hold. De tre bedste hold fra hver gruppe gik videre til mellemrunden, hvor der blev spillet i tre nye grupper med tre hold. Ifølge turneringsreglerne skulle de tre gruppevindere og den bedste toer gå videre til semifinalerne, men der opstod problemer med at afgøre, hvilket hold, der skulle dømmes som bedste toer. De tre toere havde nemlig alle opnået 2 point og målscoren 3-3. Turneringskomiteen besluttede at dømme Tyskland som bedste toer, fordi holdet havde tvunget de forsvarende mestre fra Canada i forlænget spilletid.
Canada vandt verdensmesterskabet for 10. gang. Sølvmedaljerne gik til Storbritannien, der dermed blev bedste europæiske nation og derfor vinder af EM-titlen, mens værterne fra Tjekkoslovakiet vandt bronzen. Det var briternes fjerde EM-titel (den tredje i træk). USA's 8.plads var amerikanernes dårligste resultat hidtil.

## Indledende runde
De tre bedste hold fra hver gruppe gik videre til mellemrunden.

### Gruppe A
| Dato  | Kamp               | Res. | Perioder      |
| ----- | ------------------ | ---- | ------------- |
| 11.2. | Schweiz - Ungarn   | 1-0  | 0-0, 1-0, 0-0 |
| 11.2. | Litauen - Rumænien | 1-0  | 0-0, 0-0, 0-0 |
| 12.2. | Schweiz - Rumænien | 8-1  | 2-0, 1-1, 5-0 |
| 12.2. | Polen - Litauen    | 8-1  | 4-0, 3-0, 1-1 |
| 13.2. | Polen - Rumænien   | 3-0  | 1-0, 2-0, 0-0 |
| 13.2. | Ungarn - Litauen   | 10-1 | 2-0, 4-0, 4-1 |
| 14.2. | Schweiz - Litauen  | 15-0 | 9-0, 2-0, 4-0 |
| 14.2. | Polen - Ungarn     | 3-0  | 1-0, 1-0, 1-0 |
| 15.2. | Ungarn - Rumænien  | 3-1  | 1-1, 1-0, 1-0 |
| 15.2. | Schweiz - Polen    | 7-1  | 3-0, 1-0, 3-1 |

| Gruppe A | Kampe | Mål  | Point |
| -------- | ----- | ---- | ----- |
| Schweiz  | 4     | 31-2 | 8     |
| Polen    | 4     | 15-8 | 6     |
| Ungarn   | 4     | 13-6 | 4     |
| Litauen  | 4     | 3-33 | 2     |
| Rumænien | 4     | 2-15 | 0     |

### Gruppe B
| Dato  | Kamp                      | Res.     | Perioder                    |
| ----- | ------------------------- | -------- | --------------------------- |
| 11.2. | Letland - Norge           | 3-1 efs. | 1-0, 0-1, 0-0 2-0           |
| 11.2. | Storbritannien - Tyskland | 1-0      | 0-0, 1-0, 0-0               |
| 12.2. | USA - Letland             | 1-0      | 0-0, 1-0, 0-0               |
| 12.2. | Storbritannien - Norge    | 8-0      | 2-0, 1-0, 5-0               |
| 13.2. | USA - Norge               | 7-1      | 3-0, 4-0, 0-1               |
| 13.2. | Tyskland - Letland        | 1-0      | 0-0, 1-0, 0-0               |
| 14.2. | Storbritannien - Letland  | 5-1      | 1-0, 2-0, 2-1               |
| 14.2. | USA - Tyskland            | 1-0      | 1-0, 0-0, 0-0               |
| 15.2. | Tyskland - Norge          | 8-0      | 2-0, 1-0, 5-0               |
| 15.2. | Storbritannien - USA      | 1-1 efs. | 0-0, 0-0, 1-1 0-0, 0-0, 0-0 |

| Gruppe B       | Kampe | Mål  | Point |
| -------------- | ----- | ---- | ----- |
| Storbritannien | 4     | 15-2 | 7     |
| USA            | 4     | 10-2 | 7     |
| Tyskland       | 4     | 9-2  | 4     |
| Letland        | 4     | 4-8  | 2     |
| Norge          | 4     | 2-26 | 0     |

### Gruppe C
| Dato  | Kamp                      | Res.     | Perioder                    |
| ----- | ------------------------- | -------- | --------------------------- |
| 11.2. | Canada - Sverige          | 3-2      | 1-0, 1-2, 1-0               |
| 11.2. | Tjekkoslovakiet - Østrig  | 1-0      | 0-0, 0-0, 1-0               |
| 13.2. | Canada - Østrig           | 3-0      | 1-0, 1-0, 1-0               |
| 13.2. | Tjekkoslovakiet - Sverige | 0-0 efs. | 0-0, 0-0, 0-0               |
| 15.2. | Tjekkoslovakiet - Canada  | 0-3      | 0-2, 0-0, 0-1               |
| 15.2. | Sverige - Østrig          | 1-1 efs. | 0-1, 1-0, 0-0 0-0, 0-0, 0-0 |

| Gruppe C        | Kampe | Mål | Point |
| --------------- | ----- | --- | ----- |
| Canada          | 3     | 9-2 | 6     |
| Tjekkoslovakiet | 3     | 1-3 | 3     |
| Sverige         | 3     | 3-4 | 2     |
| Østrig          | 3     | 1-5 | 1     |

## Mellemrunde
Mellemrunden fik deltagelse af de tre bedste hold fra hver af de tre indledende grupper. Holdene blev inddelt i tre nye grupper, hvorfra gruppevinderne og den bedste toer gik videre til semifinalerne, mens de sidste to toere spillede om placeringskamp om 5.pladsen.

### Gruppe A
| Dato  | Kamp                      | Res.     | Perioder          |
| ----- | ------------------------- | -------- | ----------------- |
| 16.2. | Tjekkoslovakiet - USA     | 2-0      | 0-0, 1-0, 1-0     |
| 17.2. | Schweiz - USA             | 1-0      | 0-0, 0-0, 1-0     |
| 18.2. | Tjekkoslovakiet - Schweiz | 3-2 efs. | 0-1, 1-0, 0-0 2-1 |

| Gruppe A        | Kampe | Mål | Point |
| --------------- | ----- | --- | ----- |
| Tjekkoslovakiet | 2     | 5-2 | 4     |
| Schweiz         | 2     | 3-3 | 2     |
| USA             | 2     | 0-3 | 0     |

### Gruppe B
| Dato  | Kamp                     | Res. | Perioder      |
| ----- | ------------------------ | ---- | ------------- |
| 16.2. | Storbritannien - Sverige | 3-2  | 0-0, 1-1, 2-1 |
| 17.2. | Sverige - Polen          | 1-0  | 0-0, 0-0, 1-0 |
| 18.2. | Storbritannien - Polen   | 7-1  | 3-1, 4-0, 0-0 |

| Gruppe B       | Kampe | Mål  | Point |
| -------------- | ----- | ---- | ----- |
| Storbritannien | 2     | 10-3 | 4     |
| Sverige        | 2     | 3-3  | 2     |
| Polen          | 2     | 1-8  | 0     |

### Gruppe C
| Dato  | Kamp              | Res.     | Perioder                    |
| ----- | ----------------- | -------- | --------------------------- |
| 16.2. | Canada - Tyskland | 3-2 efs. | 1-1, 0-1, 1-0 1-0           |
| 17.2. | Tyskland - Ungarn | 1-0      | 0-0, 1-0, 0-0               |
| 18.2. | Canada - Ungarn   | 1-1 efs. | 1-1, 0-0, 0-0 0-0, 0-0, 0-0 |

| Gruppe C | Kampe | Mål | Point |
| -------- | ----- | --- | ----- |
| Canada   | 2     | 4-3 | 3     |
| Tyskland | 2     | 3-3 | 2     |
| Ungarn   | 2     | 1-2 | 1     |

## Finalerunde
| Dato              | Kamp                             | Res. | Perioder      |
| ----------------- | -------------------------------- | ---- | ------------- |
| Kamp om 5.pladsen |                                  |      |               |
| 19.2.             | Sverige - Schweiz                | 2-0  | 1-0, 0-0, 1-0 |
| Semifinaler       |                                  |      |               |
| 19.2.             | Canada - Tyskland                | 1-0  | 0-0, 0-0, 1-0 |
| 19.2.             | Tjekkoslovakiet - Storbritannien | 0-1  | 0-0, 0-0, 0-1 |
| Bronzekamp        |                                  |      |               |
| 20.2.             | Tjekkoslovakiet - Tyskland       | 3-0  | 1-0, 2-0, 0-0 |
| Finale            |                                  |      |               |
| 20.2.             | Canada - Storbritannien          | 3-1  | 3-1, 0-0, 0-0 |

## Slutstilling
| VM 1938 | VM 1938         |
| ------- | --------------- |
| Guld    | Canada          |
| Sølv    | Storbritannien  |
| Bronze  | Tjekkoslovakiet |
| 4.      | Tyskland        |
| 5.      | Sverige         |
| 6.      | Schweiz         |
| 7.      | Ungarn          |
| 8.      | USA             |
| 9.      | Polen           |
| 10.     | Letland         |
| 11.     | Litauen         |
| 12.     | Østrig          |
| 13.     | Rumænien        |
| 14.     | Norge           |

| EM 1938 | EM 1938         |
| ------- | --------------- |
| Guld    | Storbritannien  |
| Sølv    | Tjekkoslovakiet |
| Bronze  | Tyskland        |
| 4.      | Sverige         |
| 5.      | Schweiz         |
| 6.      | Ungarn          |
| 7.      | Polen           |
| 8.      | Letland         |
| 9.      | Litauen         |
| 10.     | Østrig          |
| 11.     | Rumænien        |
| 12.     | Norge           |